# 弓形
初等幾何学における弓形（ゆみがた、英: circular segment (記号: ⌓）は、円板から割線または弦によって残りの部分から「切り取られる」部分を言う。より厳密には、円の劣弧（中心角が180°未満の弧）とその円弧の両端点を結ぶ弦で囲まれた二次元の領域を弓形という。

## 各種の公式

弓形(緑)は、割線/弦(破線)と弧(緑の領域の天井)で囲まれる: 扇形の高さ=半径 R は、弦からの高さ h と深さ d の和

円の半径を R, 中心角は θ [rad] = α [°] とし、弦の長さ c および弧長 s と矢の長さ h および扇形の三角形部分の高さを d とする。
円の半径は {\displaystyle R=h+d={\frac {h}{2}}+{\frac {c^{2}}{8h}}} と表せる。
後者の h と c で表された式は、2R（直径の長さ）と c が互いに直交する弦の長さであることに注意すれば交弦定理（方冪の定理の特別の場合）から {\displaystyle {\begin{aligned}&(2R-h)\cdot h={\frac {c}{2}}\cdot {\frac {c}{2}}={\frac {c^{2}}{4}}\\&\iff 2R={\frac {c^{2}}{4h}}+h\\&\iff R={\frac {c^{2}}{8h}}+{\frac {h}{2}}\end{aligned}}} と求められる。
円弧の長さは {\displaystyle s={\frac {\alpha }{180}}\pi R=\theta R=\arcsin \!{\Big (}{\frac {c}{h+(c^{2}/4h)}}{\Bigr )}{\Bigl (}h+{\frac {c^{2}}{4h}}{\Bigr )}} と書ける。
最後の逆正弦函数 arcsin を用いた式は、同じ弧を見込み一辺が直径となるような円周角を考えることで導かれる。実際、円周角の大きさは θ/2 であり、その角を含む斜辺が直径であるような直角三角形が作れる。このような設定は、以下で見るようなほかの逆三角函数公式を導くにも有用である。
さらに半角公式やピタゴラス関係式などを用いれば、弦長 {\displaystyle c=2R\sin {\frac {\theta }{2}}=R{\sqrt {2-2\cos \theta }}=2R{\sqrt {1-(d/R)^{2}}}} あるいは矢の長さ {\displaystyle h=R{\Bigl (}1-\cos {\frac {\theta }{2}}{\Bigr )}=R-{\sqrt {R^{2}-{\frac {c^{2}}{4}}}}} および中心角 {\displaystyle \theta =2\arctan {\frac {c}{2d}}=2\arccos {\frac {d}{R}}=2\arccos {\Bigl (}1-{\frac {h}{R}}{\Bigr )}=2\arcsin {\frac {c}{2R}}} なども計算できる。

### 面積
弓形の面積 A は扇形の面積から、三角形部分の面積を引いて {\displaystyle A={\frac {R^{2}}{2}}(\theta -\sin \theta )=R^{2}{\Bigl (}\arcsin {\frac {c}{2R}}-{\frac {c}{2R}}{\sqrt {1-\left({\frac {c}{2R}}\right)^{2}\,}}\,{\Bigr )}} で求められる。あるいは中心角を度数法で測るならば {\displaystyle A={\frac {R^{2}}{2}}{\Bigl (}{\frac {\alpha \pi }{180}}-\sin \alpha {\Bigr )}} である。
円板全体の面積 S = πR2 との比をとれば、{\displaystyle {\frac {A}{S}}={\frac {1}{2\pi }}(\theta -\sin \theta )={\frac {\alpha }{360}}-{\frac {\sin \alpha }{2\pi }}} となる。

### 応用
面積公式は、部分的に充填された円筒形の貯蔵タンクの体積を計算するのに用いることができる。
丸みのある天板を持つ窓やドアのデザインにおいて、c と h だけが分かっているという場面で、製図士がコンパスで R を計算することに利用できる。
弓形の弧長や弦長を測定して、弓形からもとの円板全体の完全な寸法を復元することができる。
円系パターンの穴の位置をチェックすること、特に機械製品の品質チェックに利用できる。